# Digitaria megasthenes
Digitaria megasthenes är en gräsart som beskrevs av Paul Goetghebeur. Digitaria megasthenes ingår i släktet fingerhirser, och familjen gräs. Inga underarter finns listade i Catalogue of Life.